# Флоридски тис
Флоридският тис (Taxus floridana) е вид тис, рядък ендемит, който се среща на площ по-малка от 10 km² от източната страна на река Апалачикола в северна Флорида, на височина 15–30 m. Обявен е за застрашен вид.

## Описание
Taxus floridana е вечнозелен храст или малко дърво, което израства до 6 m височина (рядко 10 m). Стъблото му може да достигне диаметър 38 cm.